# Sabato italiano
Sabato italiano è un film del 1992 diretto da Luciano Manuzzi. La pellicola si focalizza su vari temi sensibili legati alla movida delle notti italiane, in particolare sulle cosiddette "stragi del sabato sera", all'epoca argomento di grande attenzione mediatica e di sconcerto per l'opinione pubblica.
Il lungometraggio spazia dal gioco d'azzardo clandestino agli spogliarelli, dallo sballo notturno in discoteca all'assunzione di droghe, fino agli incidenti stradali a essi collegati.
Al soggetto e alla sceneggiatura collaborò significativamente lo scrittore Pier Vittorio Tondelli, il quale non riuscì a vedere l'uscita del film ultimato essendo morto prematuramente il 16 dicembre 1991.

## Trama
La pellicola si articola in tre episodi distinti, con protagonisti indipendenti tra loro, passando di tanto in tanto da un episodio all'altro.
Il primo episodio racconta di Roberto detto Il boss, proprietario di una concessionaria con annessa officina meccanica, che nel retro del suo esercizio commerciale è intento a giocare, con altre tre persone, una partita di poker iniziata alla mezzanotte del giorno precedente. Preso dal gioco, che non gli sta andando bene, Il boss manda Ricky, un meccanico dell'officina, all'aeroporto a prendere Danielle, la giovane fidanzata francese, in arrivo da Parigi. La ragazza raggiunge il compagno alla concessionaria, gli concede altro tempo per finire la partita, ma Roberto, giocatore d'azzardo patologico, continua a perdere, a indebitarsi, e i compagni di tavolo sono ben lieti di alzare sempre più la posta in gioco. Stanca di aspettare Roberto, Danielle costringe Ricky a portarla via. Insieme i ragazzi mangiano una piadina, chiacchierano, lei cerca di sedurlo ma il giovane mette subito in chiaro il fatto che per lui la donna di un amico equivale a un uomo, e da questo momento Danielle cerca di diventare il "miglior amico" di Ricky, arrivando perfino a cercare di sedurre due ragazze in un bar, una per sé e una per Ricky. Tornati a vagare in auto per la città sotto un temporale, la ragazza costringe Ricky a fermare l'auto tirando di colpo il freno a mano, scendendo subito dopo, per poi dirigersi verso la battigia. Sulla spiaggia fa perdere le sue tracce aggirando una duna, e mentre il ragazzo la cerca Danielle torna in macchina, si chiude dentro e si spoglia completamente; a tale provocazione il ragazzo non resiste, e visto che la giovane non apre le portiere rompe un finestrino, si denuda anch'egli e i due consumano un rapporto.
Intanto all'autosalone la partita di poker va avanti e Roberto, ormai indebitato per 200 milioni di lire, si vede costretto a consegnare a Stelvio Zanzani, il giocatore che sta vincendo di più, le chiavi di ben cinque automobili del concessionario come garanzia, ma anche questa mano non è favorevole al boss, e il debito sale a 300 milioni di lire. Ricky arriva poco prima che le carte vengano scoperte, e subito dopo l'ennesima perdita economica del capo comincia a pensare a un altro modo per saldare il debito di gioco; nel frattempo arriva anche Danielle, che suo malgrado verrà coinvolta in questa soluzione alternativa. La soluzione trovata da Ricky consiste nell'attraversare a tutta velocità al volante di un'automobile un incrocio molto pericoloso, ed è il meccanico stesso a farsi avanti per compiere la prova: se l'impresa riuscisse il debito di Roberto sarebbe pareggiato, in caso contrario sarebbero rimaste comunque le auto della concessionaria e l'attività commerciale stessa. Stelvio accetta, a patto che nell'auto ci sia anche Danielle, la quale ormai innamorata di Ricky si fida e accetta. L'orologio segna il tempo di partire, Ricky è preciso e deciso, e conduce l'automobile e Danielle fino dall'altra parte dell'incrocio senza il minimo urto, ma al momento di tornare indietro la ragazza propone di non voltarsi, di fuggire insieme, e dimenticare Roberto e tutto il resto. Ricky è un ragazzo onesto, e decide di tornare da Roberto, ma a metà dell'incrocio, come aveva già fatto varie volte, Danielle tira il freno a mano dell'auto, la quale si spegne in mezzo alla carreggiata.
Il secondo episodio narra le vicende di Marina, una spogliarellista ingaggiata tramite la sua agenzia da due ragazzini, i quali dietro compenso hanno organizzato per i loro coetanei uno spettacolo in un'ex colonia ormai in disuso. La professionista, quando incontra i due clienti, pensa di rinunciare all'ingaggio e si fa consegnare metà della somma pattuita in anticipo, con l'idea di non presentarsi all'appuntamento serale, al quale poi comunque si presenta, probabilmente mossa a compassione dal fatto che i due si sono premurati anche di saldarle il conto della camera d'albergo. Arrivata alla colonia la ragazza si veste, si trucca, ed entra in scena, quando a metà spettacolo irrompono nel teatro le madri dei ragazzi, che dopo aver minacciato i figli di punirli in seguito, iniziano a prendersela con Marina. Mauro e Matteo, i clienti, con un'ingegnosa mossa chiudono le madri in un corridoio e fuggono nella pineta insieme alla ragazza. Sorpresi da un temporale si rifugiano sotto un gazebo, per poi dirigersi verso una discoteca della quale sentono la musica in lontananza. Fuori dalla discoteca trovano un passaggio verso l'albergo dove soggiorna Marina, ma dato che il guidatore sembra avere nei confronti della ragazza interessi più "materiali" del semplice gesto altruistico, a una sosta alla stazione di servizio i tre fuggitivi rubano l'auto, lasciandone il proprietario a piedi.
Il terzo episodio vede protagonisti Enzo e Nicola, in viaggio verso Rimini alla ricerca dell'ex fidanzata di quest'ultimo, Linda. I due la cercano presso l'ultimo posto di lavoro della ragazza, ma non riuscendo a ottenere informazioni dalle colleghe che hanno disposizioni di non rivelare a nessuno informazioni su di lei, vanno in un bar, e infine riescono a entrare in una discoteca, la stessa che sente Marina nel secondo episodio, dalla quale vengono buttati fuori violentemente. Nel locale però notano e a loro volta sono notati da Angela, e bruscamente raggiunti da Violante, amica di Angela, "accompagnata" al suo inseguimento da due spacciatori che vogliono essere pagati. La maggior parte della cifra è pagata da Nicola, e i quattro ragazzi proseguono a girovagare in auto per la città, cantando canzoni e assumendo ecstasy e altre sostanze, quando a un passaggio a livello Nicola vede nello specchietto retrovisore l'immagine di Linda, e così inizia un inseguimento in auto a velocità folli.
Le tre storie finiscono per intrecciarsi proprio in coincidenza dell'incrocio in mezzo al quale l'auto di Ricky si ferma alla fine del primo episodio: infatti durante l'inseguimento Linda riesce a evitare l'auto in panne in mezzo alla strada ma Nicola no, accecato dall'inseguimento della donna amata e dalle droghe assunte, colpendola in pieno. Pochi istanti dopo sopraggiunge anche Marina insieme ai due ragazzi a bordo dell'auto rubata, ma lei riesce a evitare le altre due auto coinvolte nell'incidente e finisce in un fosso. Danielle, Nicola, Angela e Violante sono coscienti, ed escono dalle auto mentre Ricky, dal lato dell'impatto, ha il volto insanguinato e, ferito, giace immobile. Dopo istanti che sembrano lunghe ore i due veicoli prendono fuoco, e per Ricky non c'è più nulla da fare; la scena è resa tragica dalle urla e dai pianti di Danielle, disperata dalla perdita del nuovo innamorato e dal rimorso di essere colpevole della sua dipartita, la quale verrà inseguita da Roberto. Marina riesce a uscire dall'auto insieme ai due ragazzi, prende tutti i soldi che i tre avevano messo ad asciugare sul cruscotto dell'auto comprese le parti che spettavano agli organizzatori dello spettacolo a luci rosse, e sale su un'auto che le dà un passaggio, con i ragazzi che le corrono dietro.